# جو راک
جو راک (انگلیسی: Joe Rock؛ ‏ ۲۵ دسامبر ۱۸۹۳ – ۵ دسامبر ۱۹۸۴) بازیگر، کارگردان، فیلم‌نامه‌نویس و تهیه‌کننده فیلم اهل ایالات متحده آمریکا بود.

## گزیده فیلمشناسی
- کاباره نیمه‌شب (۱۹۲۳)
- حیاط انبار (۱۹۲۳)
- مأمور اف‌بی‌آی (۱۹۲۲)
- یک جفت پادشاه (۱۹۲۲)
- شاگرد فروشنده (۱۹۲۲)
- گلف (۱۹۲۲ هنرپیشه)
- غرب هات‌داگ (۱۹۲۴ کارگردان)
- بازداشت‌شده (۱۹۲۴ کارگردان)
- بلبشوی ماندارین (۱۹۲۴ کارگردان)
- نیمچه مرد (۱۹۲۵ کارگردان)
- جایی به اشتباه (۱۹۲۵ کارگردان)
- دکتر پیکل و آقای پراید (۱۹۲۵ کارگردان)
- سیاه‌مست (۱۹۲۵ کارگردان)
- کارآگاه (۱۹۲۵ کارگردان)
- دوقلوها (۱۹۲۵ کارگردان)
- روزگار غم‌بار ملوانی (۱۹۲۵ کارگردان)
- کراکاتوآ (۱۹۳۳ کارگردان)